# Eleições para o Conselho Popular do Turcomenistão em 2003
As eleições para Halk Maslahaty foram realizadas em dezembro de 2003. A eleição foi apenas para uma parte dos 2.507 membros do Conselho do Povo, e todos os candidatos eram do Partido Democrático do Turcomenistão.

## Resultados
| Partido                              | Líder              | Assentos      |
| ------------------------------------ | ------------------ | ------------- |
| Partido Democrático do Turcomenistão | Saparmyrat Nyýazow | 2 507 / 2 507 |
| Total                                | Total              | 2 507 / 2 507 |